# 공주 마곡사 영산회상도
공주 마곡사 영산회상도(公州 麻谷寺 靈山會上圖)은 대한민국 충청남도 공주시 사곡면, 마곡사에 있는 조선시대의 탱화이다. 2007년 10월 30일 충청남도의 유형문화재 제191호로 지정되었다.

## 같이 보기
- 마곡사

## 참고 자료
- 공주 마곡사 영산회상도 - 국가유산청 국가유산포털